# GIMEL
Le GIMEL (Groupe d'interprétation de musique électroacoustique de Laval) est un groupe de musique électroacoustique fondé par Nil Parent à l’Université Laval en décembre 1973.
Il regroupait Marco Navratil (clavier), Michel Breton (violoncelle, remplacé en 1975 par Russell Gagnon), Réjean Marois (trombone), Marcelle Deschênes, Gisèle Ricard, Robert Charbonneau et Yvan Laberge (instruments électroniques). La musique était dite en temps réel, car il n’y avait pas de bande magnétique préenregistrée.
Le groupe a l’occasion de se produire à Québec, Montréal, Toronto, Bruxelles, Gand, Paris, Strasbourg, Rotterdam, Utrecht, Eindhoven et à Cologne. Le groupe a cessé ses activités en 1979.